# Racter
Racter ist ein von William Chamberlain und Thomas Etter 1984 nach fünf Jahren Arbeit fertiggestelltes Programm, das in freier Assoziation grammatikalisch richtige Texte verfasst. Dabei ist es in der Lage, auf Eingaben des Benutzers einzugehen. Nachdem Racter zunächst der Inrac Corporation der Entwickler gehörte, wechselten die Rechte später zu Mindscape Inc. Über Racter gab es im Jahre 1983 eine Sonderausstellung im Whitney Museum of American Art in New York.
Ein mit Hilfe von Racter geschriebenes Buch, The Policeman's Beard Is Half-Constructed, wurde im März 1984 veröffentlicht. Im Vorwort ist zu lesen: With the exception of this introduction, the writing in this book was all done by computer. (Mit Ausnahme dieser Einführung, wurde das gesamte Buch von einem Computer geschrieben.)  Für das Herstellen des Buches wurde der in BASIC geschriebene Programmcode auf einem Z80-Rechner mit 64kb RAM verwendet.
Mit dem Programm Claude (erschienen 1991) gibt es eine weiterentwickelte Sharewareversion des Programmes.